# Afranthidium haplogastrum
Afranthidium haplogastrum là một loài Hymenoptera trong họ Megachilidae. Loài này được Mavromoustakis mô tả khoa học năm 1951.